# Federico Puga Borne
Pour les articles homonymes, voir Puga et Borne.
Federico Puga Borne, né le 31 octobre 1855 à Chillán Viejo (Chili) et mort le 13 août 1935, est un médecin, universitaire et homme politique chilien. À la tête du service sanitaire de l'armée chilienne lors de la guerre du Pacifique, il devient par la suite professeur de médecine. Auteur de nombreux ouvrages et articles, il dirige plusieurs institutions scientifiques. Il mène en parallèle une carrière politique, devenant successivement député, sénateur et ministre. 

## Biographie

### Origines et études
Fils de Federico Puga et Vitalia Borne, il étudie à l'Instituto Nacional puis à la faculté de médecine de l'université du Chili, dont il sort diplômé comme médecin-chirurgien en 1878. Son mémoire de fin d'études porte sur la Calystegia rosea, qu'il étudie sous ses aspects botanique, chimique, pharmaceutique et thérapeutique.

### Carrière professionnelle

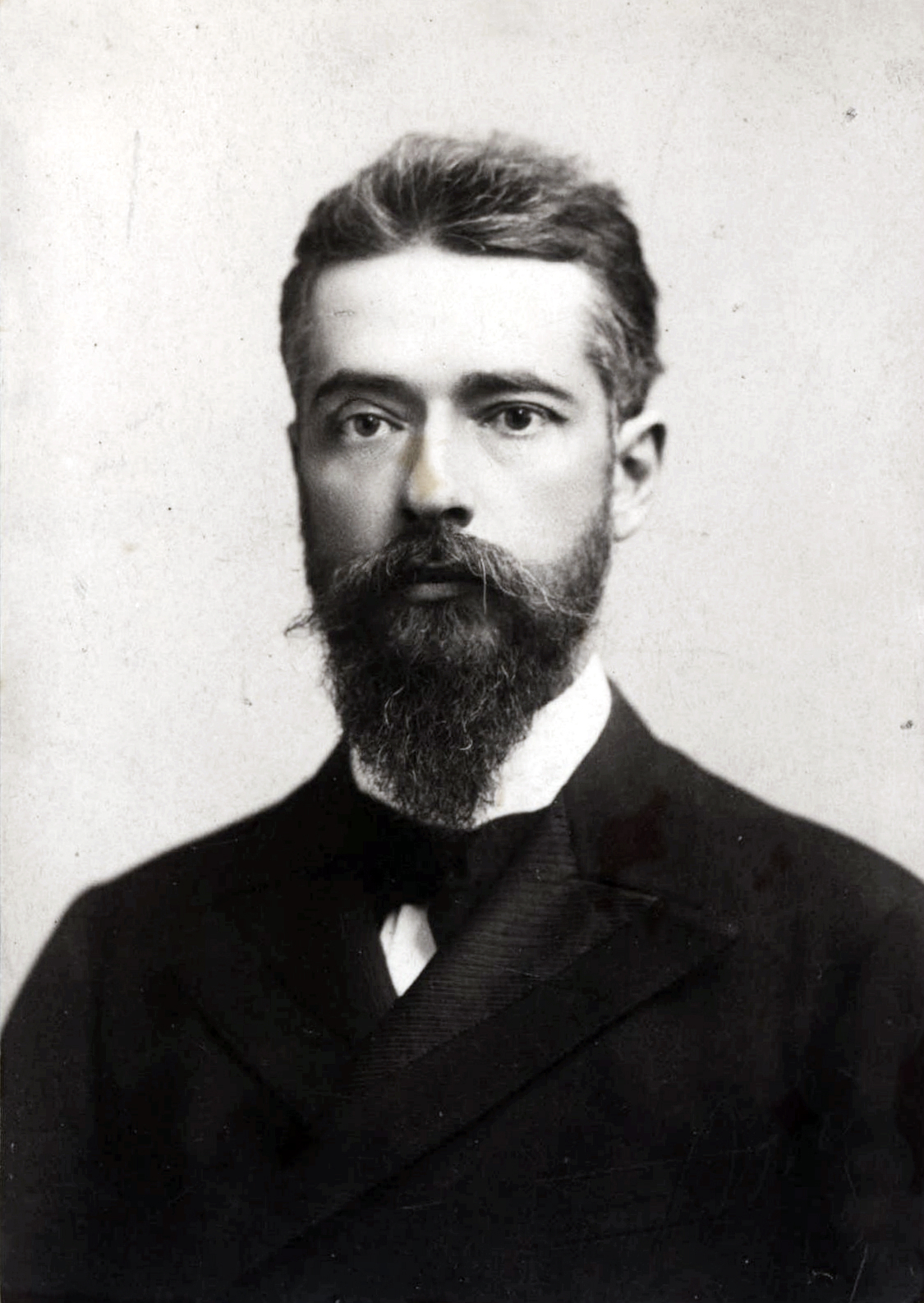

Il travaille d'abord comme professeur de géographie physique, de cosmographie et d'histoire naturelle au lycée de Valparaíso. En 1878, il est nommé directeur du musée d'histoire naturelle de Valparaíso (es), après y avoir été assistant l'année précédente. Toujours en 1878, il décroche un prix pour son travail de pharmacopée chilienne. En 1882, il remplace le recteur du lycée, Eduardo de la Barra, parti en mission diplomatique en Uruguay.
Après le déclenchement de la guerre du Pacifique (1879-1884), à laquelle il participe comme médecin, il est nommé en 1881 à la tête des services de santé de l'armée, s'impliquant notamment pendant les batailles de Chorrillos (es) et de Miraflores et de la campagne de la Sierra (es). Revenu assumer la charge de recteur, il repart finalement à la guerre en 1883, prenant part à l'expédition d'Arequipa (es).
Le conflit terminé, il s'installe à Santiago. Il continue de pratiquer la médecine, enseigne la médecine légale et l'hygiène à l'université du Chili, rédige des textes scientifiques et publie des articles dans la presse. En 1892, il est nommé directeur de l'Institut d'hygiène qui vient d'être fondé. En 1894, il est élu secrétaire général du deuxième Congrès scientifique qui se tient à Santiago puis, en 1875, il dirige la délégation chilienne qui participe au Congrès international d'hygiène organisé à Buenos Aires (Argentine). À son retour, il est élu président de la Société scientifique du Chili. Il a aussi présidé le quatrième congrès scientifique du Chili, qui s'est tenu à Talca.
En 1929, il participe à l'inauguration de l'Institut bactériologique du Chili.
Ses nombreux écrits sur la médecine font de lui l'un des plus grands auteurs scientifiques du pays. Certains de ses ouvrages et articles, publiés sur plus d'un demi-siècle, ont été utilisés dans l'enseignement, la vulgarisation de la médecine et dans la presse.

### Carrière politique et diplomatique

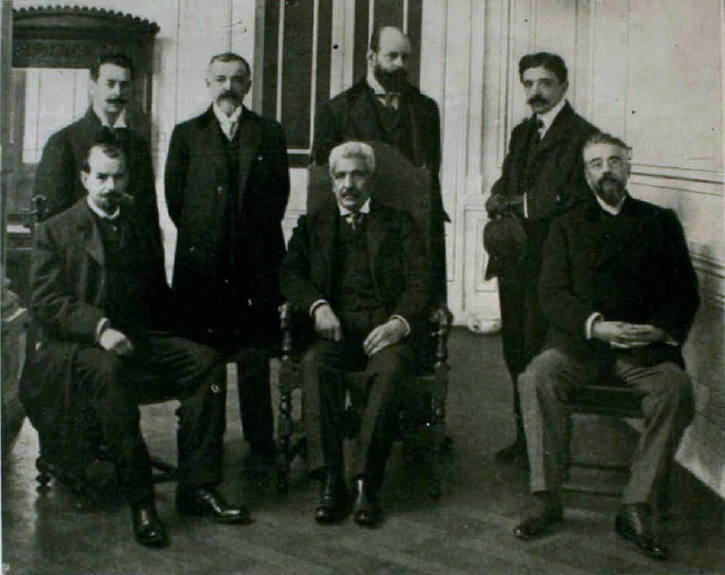
Le cabinet ministériel du président Pedro Montt en 1907. Federico Puga Borne est assis tout à droite.

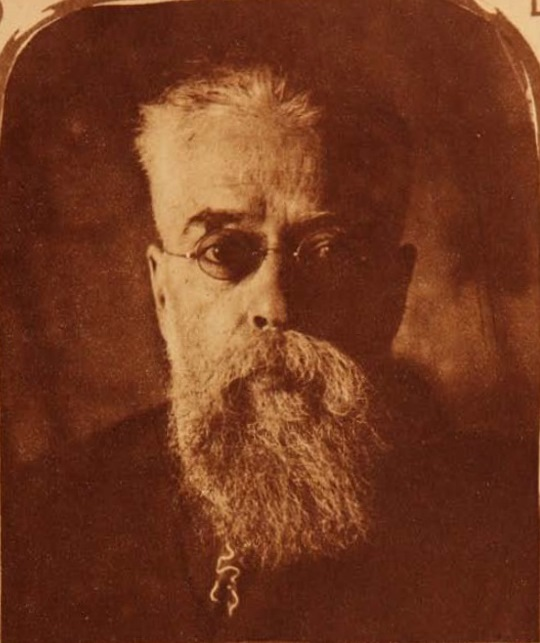
Federico Puga Borne en 1917.

Il mène également une carrière politique sous la bannière du Parti libéral. Député entre 1873 et 1891, il représente la circonscription de Parral de 1873 à 1879, de Chillán Viejo de 1879 à 1885, de Bulnes de 1885 à 1888 puis de San Felipe jusque 1891. Il est membre de la Commission permanente de la police intérieure de 1879 à 1882, membre de la Commission permanente des affaires ecclésiastiques de 1882 à 1885, membre suppléant de la Commission permanente de l'éducation et de la charité de 1885 à 1889 puis membre adjoint de la Commission permanente du gouvernement et des relations extérieures jusque 1891.
Entre 1897 et 1903, il est sénateur de Ñuble. Il est membre de la Commission permanente des relations extérieures et membre suppléant de la Commission permanente de la guerre et de la marine. Le 6 mars 1901, il est élu vice-président du Sénat. Il est réélu à la fonction de sénateur en 1903 et redevient vice-président du Sénat le 17 novembre 1905. Il est membre de la Commission permanente du budget, de la Commission permanente des relations extérieures et de la Commission de la guerre et de la marine, dont il est par ailleurs le président. Il est enfin membre suppléant de la Commission permanente de la constitution, de la législation et de la justice. Il s'investit en particulier sur les sujets liés aux relations internationales et se prononce pour une réorganisation de l'armée.
Il est ministre de la Justice et de l'Instruction publique en 1888 puis de nouveau en 1889 sous la présidence de José Manuel Balmaceda Fernández ; il retrouve ce poste de 1896 à 1897 sous la présidence de Federico Errázuriz Echaurren. Il est également plusieurs fois ministre des Affaires étrangères, en 1900 sous la présidence de Federico Errázuriz Echaurren, de 1905 à 1906 sous celle de Germán Riesco puis de 1907 à 1908 sous celle de Pedro Montt. En 1920, il est brièvement ministre de l'Intérieur sous la présidence de Juan Luis Sanfuentes.
En 1908, il est nommé ambassadeur du Chili en France ; son mandat de sénateur se poursuit jusqu'en 1909 mais il ne siège plus. Comme diplomate, il participe au Brésil, en 1909, aux négociations qui aboutissent à la signature du pacte ABC. En 1920, le gouvernement lui confie la mission de contacter le président péruvien Augusto Leguía pour chercher une solution à l'affaire Tacna-Arica (es), début des négociations qui aboutiront en 1929 à la signature du traité de Lima.
En 1925, il est nommé membre du Tribunal électoral.
Il meurt en 1935.

## Vie privée
Il est marié à Julia Vega Lizardi ; ils ont plusieurs enfants, dont l'homme politique Mariano Puga Vega (es).